# Závod GP2 Sepang 2012
Závod GP2 Sepang 2012 byl zahajovacím závodem osmé sezóny závodní série GP2 Series. Konal se v malajsijském Sepangu ve dnech 23. a 24. března 2012.

## Nedělní závod
| Pozice | Jezdec              | Vůz                     | Čas       | Rozdíl  | Body  |
| ------ | ------------------- | ----------------------- | --------- | ------- | ----- |
| 1      | James Colado        | Lotus GP                | 41:08,048 |         | 6     |
| 2      | Esteban Gutiérrez   | Lotus GP                | 41:10,052 | +2,004  | 5     |
| 3      | Felipe Nasr         | DAMS                    | 41:11,488 | +3,440  | 4     |
| 4      | Giedo van der Garde | Caterham Racing         | 41:18,808 | +10,760 | 3     |
| 5      | Luiz Razia          | Arden International     | 41:19,478 | +11,430 | 2     |
| 6      | Fabio Leimer        | Racing Engineering      | 41:22,737 | +14,689 | 1     |
| 7      | Max Chilton         | Carlin                  | 41:23,733 | +15,685 | 0     |
| 8      | Nathanaël Berthon   | Racing Engineering      | 41:24,626 | +16,578 | 0     |
| 9      | Josef Král          | Barwa Addax Team        | 41:26,223 | +18,175 | 0     |
| 10     | Rio Haryanto        | Carlin                  | 41:32,081 | +24,033 | 0     |
| 11     | Tom Dillmann        | Rapax                   | 41:32,134 | +24,086 | 0     |
| 12     | Jolyon Palmer       | iSport International    | 41:33,595 | +25,547 | 0     |
| 13     | Fabio Onidi         | Scuderia Coloni         | 41:40,254 | +32,206 | 0     |
| 14     | Nigel Melker        | Ocean Racing Technology | 41:42,548 | +34,500 | 0     |
| 15     | Julián Leal         | Trident Racing          | 41:42,677 | +34,629 | 0     |
| 16     | Simon Trummer       | Arden International     | 41:43,274 | +35,226 | 0     |
| 17     | Jon Lancaster       | Ocean Racing Technology | 41:48,388 | +40,340 | 0     |
| 18     | Rodolfo González    | Caterham Racing         | 41:52,748 | +44,700 | 0     |
| 19     | Stéphane Richelmi   | Trident Racing          | 41:55,181 | +47,133 | 0     |
| 20     | Giancarlo Serenelli | Venezuela GP Lazarus    | 42:18,514 | +70,466 | 0     |
| 21     | Fabrizio Crestani   | Venezuela GP Lazarus    | 42:29,083 | +81,035 | 0 + 1 |
| 22     | Johnny Cecotto      | Barwa Addax Team        | 1 KOLO    | 1 KOLO  | 0     |
|        | Odstoupili          |                         |           |         |       |
| 23     | Stefano Coletti     | Scuderia Coloni         |           |         | 0     |
| 24     | Ricardo Teixeira    | Rapax                   |           |         | 0     |
| 25     | Marcus Ericsson     | iSport International    |           |         | 0     |
| 26     | Davide Valsecchi    | DAMS                    |           |         | 0     |

## Sobotní závod

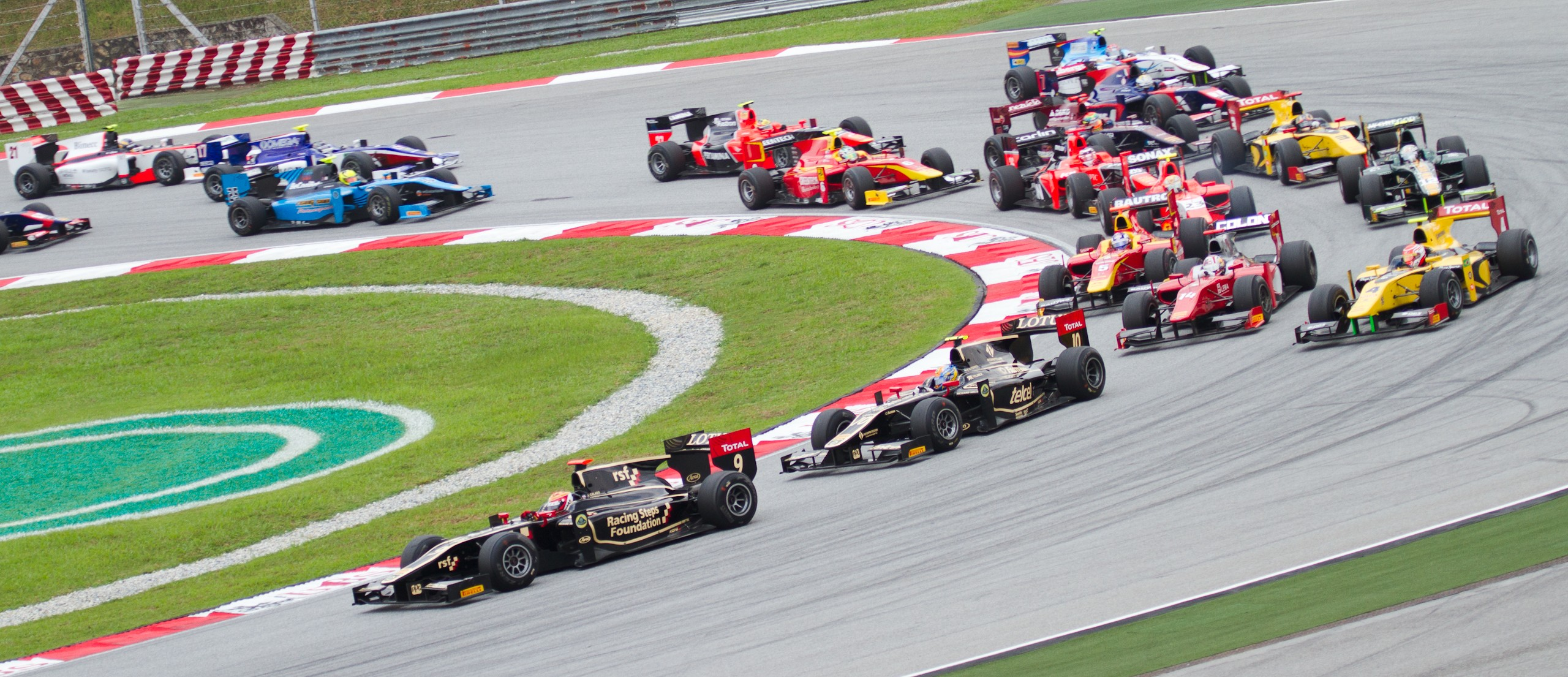
Nedělní závod(1. kolo)

| Pozice | Jezdec              | Vůz                     | Čas       | Rozdíl   | Body  |
| ------ | ------------------- | ----------------------- | --------- | -------- | ----- |
| 1      | James Calado        | Arden International     | 56:00,250 |          | 10    |
| 2      | Davide Valsecchi    | DAMS                    | 56:08,067 | +7,817   | 9 + 1 |
| 3      | Max Chilton         | Carlin                  | 56:27,616 | +27,366  | 8     |
| 4      | Fabio Leimer        | Racing Engineering      | 56:28,541 | +28,291  | 7     |
| 5      | Stefano Coletti     | Scuderia Coloni         | 56:32,467 | +32,217  | 6     |
| 6      | Felipe Nasr         | DAMS                    | 56:33,628 | +33,378  | 5     |
| 7      | Esteban Gutiérrez   | Lotus GP                | 56:33,929 | +33,679  | 4     |
| 8      | James Calado        | Lotus GP                | 56:36,699 | +36,449  | 3     |
| 9      | Giedo van der Garde | Caterham Racing         | 56:41,769 | +41,519  | 2     |
| 10     | Fabrizio Crestani   | Venezuela GP Lazarus    | 56:43,490 | +43,240  | 1     |
| 11     | Nathanaël Berthon   | Racing Engineering      | 56:43,970 | +43,720  | 0     |
| 12     | Rio Haryanto        | Carlin                  | 56:53,553 | +53,303  | 0     |
| 13     | Marcus Ericsson     | iSport International    | 57:01,933 | +61,683  | 0     |
| 14     | Josef Král          | Barwa Addax Team        | 57:02,933 | +62,683  | 0     |
| 15     | Julián Leal         | Trident Racing          | 57:09,430 | +69,180  | 0     |
| 16     | Nigel Melker        | Ocean Racing Technology | 57:10,649 | +70,399  | 0     |
| 17     | Jolyon Palmer       | iSport International    | 57:13,111 | +72,861  | 0     |
| 18     | Stéphane Richelmi   | Trident Racing          | 57:15,456 | +75,206  | 0     |
| 19     | Tom Dillmann        | Rapax                   | 57:28,060 | +87,810  | 0     |
| 20     | Fabio Onidi         | Scuderia Coloni         | 57:39,375 | +99,125  | 0     |
| 21     | Simon Trummer       | Arden International     | 57:39,922 | +99,672  | 0     |
| 22     | Ricardo Teixeira    | Rapax                   | 57:48,275 | +108,025 | 0     |
| 23     | Giancarlo Serenelli | Venezuela GP Lazarus    | 57:34,755 | 1 KOLO   | 0     |
|        | Odstoupili          |                         |           |          |       |
| 24     | Rodolfo González    | Caterham Racing         |           |          | 0     |
| 25     | Johnny Cecotto      | Barwa Addax Team        |           |          | 0     |
| 26     | Jon Lancaster       | Ocean Racing Technology |           |          | 0     |

## Kvalifikace
| *  | *                         | *  | *                           |
| -- | ------------------------- | -- | --------------------------- |
| 1  | Davide Valsecchi 1:45,494 | *  | *                           |
| *  | *                         | 2  | Luiz Razia + 0,060          |
| 3  | Max Chilton + 0,064       | *  | *                           |
| *  | *                         | 4  | Stefano Coletti + 0,083     |
| 5  | Fabio Leimer + 0,094      | *  | *                           |
| *  | *                         | 6  | James Calado + 0,144        |
| 7  | Jolyon Palmer + 0,264     | *  | *                           |
| *  | *                         | 8  | Giedo van der Garde + 0,279 |
| 9  | Felipe Nasr + 0,448       | *  | *                           |
| *  | *                         | 10 | Johnny Cecotto + 0,518      |
| 11 | Fabrizio Crestani + 0,644 | *  | *                           |
| *  | *                         | 12 | Fabio Onidi + 0,316         |
| 13 | Stéphane Richelmi + 0,656 | *  | *                           |
| *  | *                         | 14 | Josef Král + 0,666          |
| 15 | Esteban Gutiérrez + 0,692 | *  | *                           |
| *  | *                         | 16 | Tom Dillmann + 0,770        |
| 17 | Rio Haryanto + 0,898      | *  | *                           |
| *  | *                         | 18 | Nathanaël Berthon + 0,934   |
| 19 | Nigel Melker + 0,995      | *  | *                           |
| *  | *                         | 20 | Marcus Ericsson + 1,063     |
| 21 | Jon Lancaster + 1,168     | *  | *                           |
| *  | *                         | 22 | Julián Leal + 1,374         |
| 23 | Rodolfo González + 1,468  | *  | *                           |
| *  | *                         | 24 | Simon Trummer + 1,510       |
| 25 | Ricardo Teixeira + 2,619  | *  | *                           |
| *  | *                         | 26 | Giancarlo Serenelli + 4,126 |